# Wolf-Heinrich Prellwitz
Wolf-Heinrich Prellwitz (* 2. November 1933; † 19. Februar 2016), Deckname „Rödel“, war ein deutscher Spion, Inoffizieller Mitarbeiter des Ministeriums für Staatssicherheit (MfS) und Mitarbeiter im Bundesministerium der Verteidigung (BMVg).

## Leben
Prellwitz war ab 1961 Bürohilfskraft und später Mitarbeiter in der Regristratur für Verschlusssachen der Unterabteilung Rü IV (Wehrmaterial Luft) der Hauptabteilung Rüstung im BMVg. 1968 lernte er während des Kölner Karnevals einen Mann kennen, der sich als Mitarbeiter einer französischen Lobbygruppe im Rüstungssektor ausgab. Zuvor war Prellwitz von einem unbekannten Mitarbeiter der Abteilung XV der Bezirksverwaltung Karl-Marx-Stadt des MfS getippt, also als möglicher Kandidat für eine Zusammenarbeit genannt worden. Er wurde unter falscher Flagge angeworben und ab 1968 als Inoffizieller Mitarbeiter geführt. Prellwitz wurde zur Spitzenquelle des MfS im BMVg, nachdem Lothar Lutze im Jahr 1979 verhaftet worden war.
Finanznöte und Gewinnstreben waren die einzigen Motive für Prellwitz' Agententätigkeit. Er verriet 55.000 Einzeldokumente, darunter zum Kampfflugzeug Tornado, zum Kampfpanzer Leopard 2 und zu einem Panzerabwehrhubschrauber. Dafür erhielt er 820.000 DM, der höchste bekannt gewordene Agentenlohn, der vom MfS gezahlt wurde. Zu Prellwitz' Tarnung trugen seine bescheiden wirkende und unauffällige Existenz als Familienvater einer vierköpfigen Familie in Alfter-Witterschlick, sein schlichtes Einfamilienhaus, sein alter Ford Taunus, seine Mitgliedschaft im örtlichen Männergesangverein und sein kommunalpolitisches Engagement für die FDP bei.
Nachdem sich ein ehemaliger Mitarbeiter des MfS im Zuge der Wende dem Bundesamt für Verfassungsschutz offenbart hatte, suchte der Militärische Abschirmdienst gezielt nach einem Spion mit dem Decknamen Röder im BMVg. Dieser konnte schließlich als Prellwitz identifiziert und am 15. April 1991 verhaftet werden. Prellwitz wurde im am 21. Mai 1992 vom Staatsschutzsenat des Oberlandesgerichtes Düsseldorf zu zehn Jahren Haft verurteilt sowie zum Vermögensverfall seines Agentenlohnes. Auch wenn er nie wusste, dass er für das MfS arbeitete, nahm er dies billigend in Kauf, so das Gericht.
Prellwitz starb am 19. Februar 2016 und wurde auf dem Friedhof Witterschlick beigesetzt.